# راشيل راشيل (فلم)
راشيل راشيل (بالإنجليزية: Rachel, Rachel) هو فيلم دراما تم إنتاجه في الولايات المتحدة وصدر في سنة 1968. الفيلم من إخراج بول نيومان.

## الميزانية والإيرادات
بلغت تكلفة إنتاج الفيلم حوالي 780,000 دولار بينما حقق أرباحا تقدر بـ 3,000,000 (rentals) دولار.

### ترشيحات وجوائز
| السنة | الحدث  | الفئة     | النتيجة |
| ----- | ------ | --------- | ------- |
|       | أوسكار | أفضل فيلم | ترشـيـح |

## وصلات خارجية
- مقالات تستعمل روابط فنية بلا صلة مع ويكي بيانات